# Jerry Abershawe

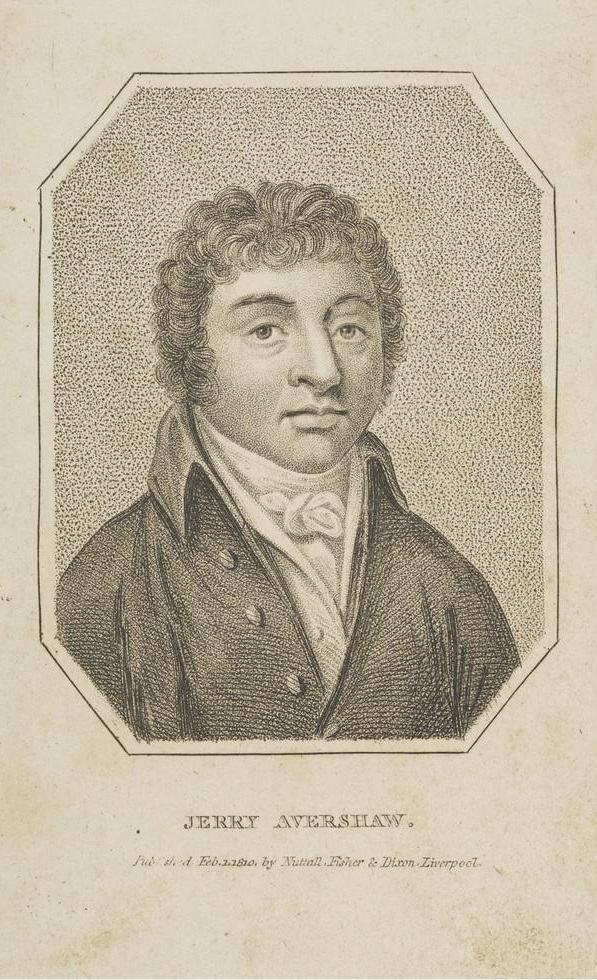
Jerry Abershawe

Jerry Abershawe (eigentlich Louis Jeremiah Abershawe; * 1773 in Kingston upon Thames; † 3. August 1795 in Kennington) war ein englischer Straßenräuber.
Mit 17 Jahren begann seine kriminelle Karriere als Anführer einer Räuberbande, deren Betätigungsfeld hauptsächlich die Straße zwischen London und Portsmouth war, wo er mit vorgehaltener Waffe Börsen und Wertgegenstände von Reisenden erbeutete. Abershawe wurde in einem Londoner Freudenhaus verhaftet, in Croydon zum Tode verurteilt und in Kennington im Alter von 22 Jahren gehängt. Als Letzter seiner Zunft wurde sein Körper an seiner alten Wirkungsstätte in Wimbledon zur Abschreckung für andere ausgehängt.
Rund 80 Jahre nach dem Geschehen versuchte sich Robert Louis Stevenson an einer Novelle über Jerry Abershawe, verwarf den Ansatz jedoch wieder.